# الاستعمار البريطاني للأمريكيتين

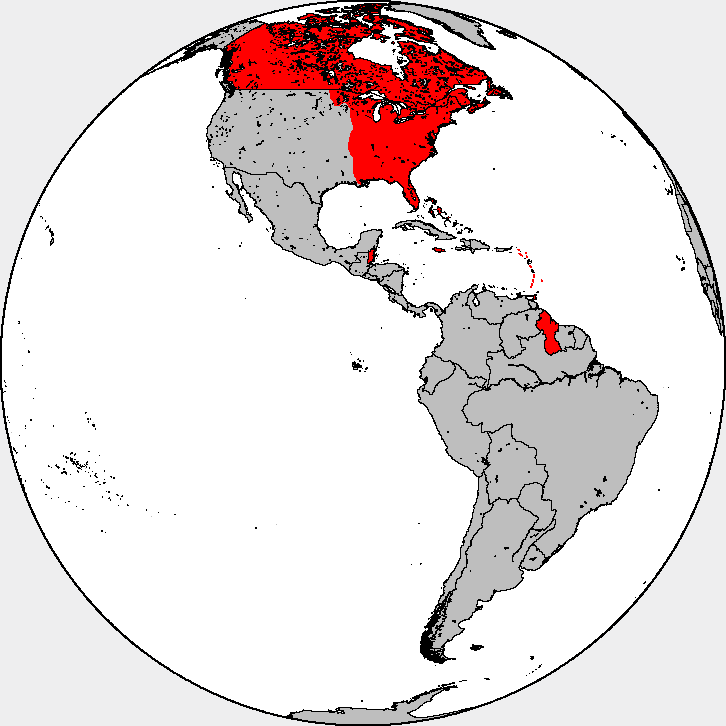
بريطانيا في الأمريكتين (غير مكتملة)

الاستعمار البريطاني للأمريكيتين مصطلح يشير إلى تاريخ سيطرة مملكة إنجلترا ومملكة اسكتلندا –ثم مملكة بريطانيا العظمى بعدما اتحدت هاتان المملكتان في 1707– على القارتَين الأمريكيتين واستيطانهما قبل إنهاء الاستعمار فيهما. بدأ الاستعمار في أواخر القرن السادس عشر، بجهود بذلتها مملكة إنجلترا لإقامة مستعمرات في أمريكا الشمالية، لكنها فشلت، قبل أن تنجح في إقامة أول مستعمرة إنجليزية في جيمستاون عام 1607. وفي القرون اللاحقة بلغ الاستعمار ذروته بإنشاء مستعمرات أكثر في أرجاء الأمريكتين. صحيح أن أغلب المستعمرات نالت استقلالها، لكن ما زال بعضها تابعًا لبريطانيا حتى الآن.
قبل 1492 كانت أمريكا الشمالية يسكنها سكان أصليون منذ آلاف السنين. ثم بدأ الأوروبيون يستكشفونها بعد رحلة كريستوفر كولومبوس الاستكشافية عبر المحيط الأطلسي في 1492. بدأ الاستكشاف الإنجليزي في أواخر القرن الخامس عشر، قبل أن يتمكن السير والتر رالي في 1585 من إقامة مستعمرة روانوك التي لم تعمر طويلًا. ثم في 1607 أسس الإنجليز في جامستون أولى مستعمراتهم الناجحة في أمريكا الشمالية، وكانت على خليج تشيزبيك، ثم تطورت إلى مستعمرة فرجينيا. في 1620 تأسست مستعمرة أخرى ناجحة في بليموث، لحقتها مستعمرة خليج ماساتشوستس في 1630. أتاحت مستعمرتا فرجينيا وماساتشوستس تأسيس مزيد من المستعمرات الإنجليزية، وزادت جدًّا أنشطة الاستيطان. في نهاية حرب السنوات السبع ضد فرنسا، استحوذت بريطانيا على مستعمرة كندا الفرنسية، إلى جانب عدة مناطق كاريبية استعمارية.
استقلت مستعمرات عديدة في أمريكا الشمالية عن بريطانيا بمساعدة فرنسا وإسبانيا، بانتصارها في الحرب الثورية الأمريكية التي وضعت أوزارها في 1783. يشير المؤرخون أحيانا إلى الإمبراطورية البريطانية التي كانت بعد 1783 بـ«الإمبراطورية البريطانية الثانية»: فحينئذ زاد تركيز بريطانيا في آسيا وإفريقيا بدل الأمريكتين، وفي التوسع التجاري بدل الإقليمي. لكن مع ذلك واصلت بريطانيا استعمار أجزاء من الأمريكتين في القرن التاسع عشر، مسيطِرةً على كولومبيا البريطانية، ومقِيمة مستعمرات في جزر فوكلاند وهندوراس البريطانية. واستحوذت أيضًا على مستعمرات عديدة بعد هزيمة فرنسا في الحروب النابليونية، منها ترينيداد وغيانا البريطانية.
في منتصف القرن التاسع عشر بدأت بريطانيا تمنح بقية مستعمراتها في أمريكا الشمالية حق الحكم الذاتي. انضم معظم تلك المستعمرات إلى اتحاد كندا في ستينيات ذلك القرن أو سبعينياته، لكن نيوفاوندلاند لم تنضم إلى كندا إلا في عام 1949. حصلت كندا على استقلالها التام بعد إقرار «تشريع وستمنستر لعام 1931»، لكنها حافظت على عديد من روابطها ببريطانيا، وما زالت تَعُد ملك (أو ملكة) بريطانيا رأسًا لها. عقب الحرب الباردة استقلت أغلبية المستعمرات المتبقية لبريطانيا في الأمريكتين بين 1962 و1983. الآن كثير من المستعمرات البريطانية السابقة جزء من «دول الكومنولث»، وهو اتحاد سياسي متألف غالبًا من المستعمرات التي كانت تابعة للإمبراطورية البريطانية.

## خلفية: الاستكشاف المبدئي للأمريكتين واستعمارهما
بعد رحلة كريستوفر كولومبوس البحرية الأولى في 1492، أسست إسبانيا والبرتغال مستعمرات في العالم الجديد، فبدأت بذلك مرحلة الاستعمار الأوروبي للأمريكتين. وبُعيد انتهاء رحلة كولومبوس الأولى، استعانت فرنسا وإنجلترا (قُوَّتا غرب أوروبا العُظميان الأُخريان في القرن الخامس عشر) بمستكشفِين للأمريكتين. في 1497 أطلق هنري السابع ملك إنجلترا حملة بقيادة جون كابوت لاستكشاف ساحل أمريكا الشمالية، لكن قلة المعادن الثمينة وغيرها من الثروات ثبطت إسبانيا وإنجلترا عن الاستقرار في أمريكا الشمالية في أوائل القرن السادس عشر. لاحقًا أبحر مستكشفون مثل مارتن فروبيشر وهنري هدسون إلى العالم الجديد بحثًا عن ممر شمالي غربي بين آسيا والمحيط الأطلسي، لكنهم فشلوا في العثور على ممر مناسب. أنشأ الأوروبيون مَسمكات في غراند بانكس بجزيرة نيوفندلاند، واتجروا في المعادن والزجاج والقماش مقابل الأطعمة والفراء، وبذلك بدأت تجارة فراء أمريكا الشمالية. في صيف 1585 وخريفه أطلق برنارد دريك حملة إلى نيوفندلاند، عطَّلت أساطيل الصيد الإسبانية والبرتغالية تعطيلًا لم تتعاف منه قط، وكان لهذا أثره في التوسع الاستعماري والاستيطاني الإنجليزي. في نفس الوقت تحدى البحارة الإنجليزيون القيود التجارية الإسبانية في البحر الكاريبي، وهاجموا أسطول الفضة الإسباني.

## وصلات خارجية
- The Modern History Sourcebook has the account of the Gilbert's trip to North America